# Manola Rodríguez Lázaro
Manola Rodríguez Lázaro (Bilbao, 30 de setembre de 1917 - 24 de setembre de 2009) va ser una lluitadora antifranquista catalana que va ocupar càrrecs de responsabilitat a les Joventuts Socialistes Unificades i va donar suport a la causa republicana des de la rereguarda.

## Biografia
Era germana de Jesús Rodríguez Lázaro i Armonía Rodríguez Lázaro. El seu pare era un obrer anarquista i era la més gran de vuit germans. La família es va traslladar a Barcelona el 1925, ja que el seu pare era perseguit per les seves idees polítiques. Als catorze anys va començar a treballar de cosidora en una fàbrica tèxtil.
El març de 1939, ella i el seu company Desiderio Babiano (1909 -1985), un cartellista i il·lustrador madrileny, van intentar fugir d'Espanya amb vaixell però va ser detinguda a Alacant quan estava embarassada del seu primer fill que va néixer a la presó. Un cop alliberada va viure a Barcelona on es va incorporar a l'activitat clandestina del Partit Comunista d'Espanya contra la dictadura franquista. Durant la vaga minaire d'Astúries de 1962, Rodríguez va amagar durant quinze dies a la seva casa del número 76 de la rambla del Carmel quinze miners asturians que venien a la ciutat a recollir els diners de la caixa de solidaritat.
Un cop legalitzat el PSUC, va seguir militant-hi fins al 1981, data en què es va fundar el Partit dels i les Comunistes de Catalunya (PCC), partit del qual va ser fundadora i membre del seu Comitè Central.
El 1997 va fundar, amb d'altres companyes, l'Associació de les Dones del 36 amb l’objectiu de difondre el patrimoni oral sobre el paper de les dones en la guerra, i el 2001 va rebre la Medalla al treball President Macià de la Generalitat de Catalunya per la seva trajectòria política i sindical a les Comissions Obreres.
| «                  | Si tornés a néixer i em tornés a trobar davant la mateixa conjuntura tornaria a fer el mateix. Però no, no vull tornar a veure fills sense mare, ni braços caiguts sense calor. | » |
| — Manola Rodríguez | |   |